# Sauris rhododactyla
Sauris rhododactyla är en fjärilsart som beskrevs av W. Warren 1906. Sauris rhododactyla ingår i släktet Sauris och familjen mätare. Inga underarter finns listade.